# Kirk Muller
Kirk Christopher Muller (Kanada, Ontario, Kingston, 1966, február 8. –) profi jégkorongozó, aki a National Hockey League-ben 19 szezont játszott 1984 és 2003 között.

## Karrier
Pályafutását az Ontario Hockey League-ben szereplő Kingston Canadians-ben kezdte. Ezután átment a Guelph Platersbe és itt lett nagy junior játékos. Játszott az 1984. évi téli olimpián de előtte kisebb vita volt a válogatott és a csapata között. A New Jersey Devils választotta ki a őt az 1984-es NHL-drafton a második helyen Mario Lemieux mögött. Nagyon jól játszott a Devilsben de a csapat nem tudott erős lenni a rájátszásban. 1991. szeptember 20-án a Montréal Canadienshez került. A Canadiensszel 1993-ban Stanley-kupát nyert. 
Az 1994–1995-ös szezonban hirtelen átkerült a New York Islandershez. Az Islandersszel csupán másfél szezont (mindössze 27 mérkőzés!) töltött és gyenge játéka miatt elkerült a Toronto Maple Leafshez, ahol szintén csak másfél szezont játszott és az 1996–1997-es szezon közepén a Florida Panthershez cserélték. A Floridában nagyon gyengén játszott már, mint veterán. A Dallas Starsba igazolt az 1999–2000-es szezon előtt és a végén vesztes Stanley-kupa döntő részese volt. A Dallasban négy szezont játszott, mielőtt visszavonult.

## Nemzetközi karrier
- Játszott az 1984-es U20-as jégkorong-világbajnokságon
- Játszott az 1984-es téli olimpián
- Játszott az 1985-ös, az 1986-os, 1987-es és az 1989-es világbajnokságon
- játszott a Rendez-vous '87-en, ami egy speciális NHL All-Star Gála volt.

## Edzői karrier
A Queen's Egyetem Queen's Golden Gaels nevű csapatát vezette a 2005–2006-os szezonban. 2006. július 20-án a Montréal Canadiens másodedzője lett Guy Carbonneau mögött. 2014 májusáig a Carolina Hurricanes edzője volt.

## Rekordok
- Legtöbb pont a Devils színeiben egy mérkőzésen: 6 (1986. november 29.)
- Legtöbb assziszt a Devils színeiben egy mérkőzésen: 5 (1987. március 25.)
- Legtöbb pont a Devils színeiben egy szezonban, mint center: 94 (1987-88)

## Díjai
- Stanley-kupa: 1993
- NHL All-Star Gála: 1985, 1986, 1988, 1990, 1992, 1993
- Világbajnoki ezüstérem: 1985, 1989
- Világbajnoki bronzérem: 1986

## Karrier statisztika
| 1980–1981 | Kingston Canadians  | OHL | 2    | 0   | 0   | 0   | 0    | —   | —  | —  | —  | —  |
| 1981–1982 | Kingston Canadians  | OHL | 67   | 12  | 39  | 51  | 27   | 4   | 5  | 1  | 6  | 4  |
| 1982–1983 | Guelph Platers      | OHL | 66   | 52  | 60  | 112 | 41   | —   | —  | —  | —  | —  |
| 1983–1984 | Guelph Platers      | OHL | 49   | 31  | 63  | 94  | 27   | —   | —  | —  | —  | —  |
| 1984–1985 | New Jersey Devils   | NHL | 80   | 17  | 37  | 54  | 69   | —   | —  | —  | —  | —  |
| 1985–1986 | New Jersey Devils   | NHL | 77   | 25  | 41  | 66  | 45   | —   | —  | —  | —  | —  |
| 1986–1987 | New Jersey Devils   | NHL | 79   | 26  | 50  | 76  | 75   | —   | —  | —  | —  | —  |
| 1987–1988 | New Jersey Devils   | NHL | 80   | 37  | 57  | 94  | 114  | 20  | 4  | 8  | 12 | 37 |
| 1988–1989 | New Jersey Devils   | NHL | 80   | 31  | 43  | 74  | 119  | —   | —  | —  | —  | —  |
| 1989–1990 | New Jersey Devils   | NHL | 80   | 30  | 56  | 86  | 74   | 6   | 1  | 3  | 4  | 11 |
| 1990–1991 | New Jersey Devils   | NHL | 80   | 19  | 51  | 70  | 76   | 7   | 0  | 2  | 2  | 10 |
| 1991–1992 | Montréal Canadiens  | NHL | 78   | 36  | 41  | 77  | 86   | 11  | 4  | 3  | 7  | 31 |
| 1992–1993 | Montréal Canadiens  | NHL | 80   | 37  | 57  | 94  | 77   | 20  | 10 | 7  | 17 | 18 |
| 1993–1994 | Montréal Canadiens  | NHL | 76   | 23  | 34  | 57  | 96   | 7   | 6  | 2  | 8  | 4  |
| 1994–1995 | Montréal Canadiens  | NHL | 33   | 8   | 11  | 19  | 33   | —   | —  | —  | —  | —  |
| 1994–1995 | New York Islanders  | NHL | 12   | 3   | 5   | 8   | 14   | —   | —  | —  | —  | —  |
| 1995–1996 | New York Islanders  | NHL | 15   | 4   | 3   | 7   | 15   | —   | —  | —  | —  | —  |
| 1995–1996 | Toronto Maple Leafs | NHL | 36   | 9   | 16  | 25  | 42   | 6   | 3  | 2  | 5  | 0  |
| 1996–1997 | Toronto Maple Leafs | NHL | 66   | 20  | 17  | 37  | 85   | —   | —  | —  | —  | —  |
| 1996–1997 | Florida Panthers    | NHL | 10   | 1   | 2   | 3   | 4    | 5   | 1  | 2  | 3  | 4  |
| 1997–1998 | Florida Panthers    | NHL | 70   | 8   | 21  | 29  | 54   | —   | —  | —  | —  | —  |
| 1998–1999 | Florida Panthers    | NHL | 82   | 4   | 11  | 15  | 49   | —   | —  | —  | —  | —  |
| 1999–2000 | Dallas Stars        | NHL | 47   | 7   | 15  | 22  | 24   | 23  | 2  | 3  | 5  | 18 |
| 2000–2001 | Dallas Stars        | NHL | 55   | 1   | 9   | 10  | 26   | 10  | 1  | 3  | 4  | 12 |
| 2001–2002 | Dallas Stars        | NHL | 78   | 10  | 20  | 30  | 28   | —   | —  | —  | —  | —  |
| 2002–2003 | Dallas Stars        | NHL | 55   | 1   | 5   | 6   | 18   | 12  | 1  | 1  | 2  | 8  |
| 19 szezon | NHL összesített     |     | 1349 | 357 | 602 | 959 | 1223 | 110 | 23 | 43 | 66 | 77 |

## Nemzetközi statisztika
| Év             | Csapat         | Esemény               | Eredmény  |    | MSz | G  | A  | P  | B |
| -------------- | -------------- | --------------------- | --------- | -- | --- | -- | -- | -- | - |
| 1984           | Kanada         | U20-as világbajnokság | 4. hely   | 7  | 2   | 1  | 3  | 16 |   |
| 1984           | Kanada         | Olimpia               | 4. hely   | 6  | 2   | 1  | 3  | 0  |   |
| 1985           | Kanada         | Világbajnokság        | Ezüstérem | 10 | 2   | 2  | 4  | 12 |   |
| 1986           | Kanada         | Világbajnokság        | Bronzérem | 9  | 4   | 3  | 7  | 12 |   |
| 1987           | NHL All-Stars  | Rendez-vous ’87       |           | 2  | 0   | 0  | 0  | 0  |   |
| 1987           | Kanada         | Világbajnokság        | 4. hely   | 10 | 2   | 0  | 2  | 8  |   |
| 1989           | Kanada         | Világbajnokság        | Ezüstérem | 9  | 6   | 4  | 10 | 6  |   |
| Felnőtt összes | Felnőtt összes | Felnőtt összes        | 44        | 16 | 10  | 26 | 38 |    |   |